# Industrial Silence
Industrial Silence este albumul de debut al trupei norvegiane de rock alternativ Madrugada. Albumul conține singleurile „Electric”, „Higher” și „Beautyproof”, precum și varialta live a piesei „Vocal”. 
O ediție limitată, cu un al doilea disc (care conține trei melodii), a fost lansată inițial alături de album. 
O ediție Deluxe complet reprelucrată a albumului a fost lansată pe 5 iulie 2010. Discul 2 a inclus toate piesele de la EP-urile originale, părțile B și patru înregistrări demo necunoscute anterior. Reprelucrarea a fost realizată de Greg Calbi la Sterling Sound din New York. 
Începând cu 2002, albumul a vândut 250.000 de exemplare, în conformitate cu revista Billboard.

## Lista pieselor
| Nr. | Titlu                         | Lungime |  |
| 1.  | „Vocal”                       | 6:28    |  |
| 2.  | „Beautyproof”                 | 3:57    |  |
| 3.  | „Shine”                       | 4:14    |  |
| 4.  | „Higher”                      | 4:47    |  |
| 5.  | „Sirens”                      | 6:16    |  |
| 6.  | „Strange Colour Blue”         | 5:06    |  |
| 7.  | „This Old House”              | 5:07    |  |
| 8.  | „Electric”                    | 4:55    |  |
| 9.  | „Salt”                        | 4:53    |  |
| 10. | „Belladonna”                  | 4:21    |  |
| 11. | „Norwegian Hammerworks Corp.” | 5:28    |  |
| 12. | „Quite Emotional”             | 4:18    |  |
| 13. | „Terraplane”                  | 4:05    |  |

| Limited edition (disc 2) |                                    |         |  |
| Nr.                      | Titlu                              | Lungime |  |
| 1.                       | „Wheelchair”                       | 4:32    |  |
| 2.                       | „Move”                             | 4:12    |  |
| 3.                       | „Sweet Simone” (live demo version) | 4:13    |  |

| Deluxe edition (Disc 2) |                                                       |         |  |
| Nr.                     | Titlu                                                 | Lungime |  |
| 1.                      | „Wheelchair”                                          | 4:32    |  |
| 2.                      | „Move”                                                | 4:12    |  |
| 3.                      | „Sweet Simone” (live demo)                            | 4:13    |  |
| 4.                      | „Strange Colour Blue” (alternative version)           | 4:31    |  |
| 5.                      | „Highway 2.000.000”                                   | 4:10    |  |
| 6.                      | „Oceanliner”                                          | 4:47    |  |
| 7.                      | „The Riverbed”                                        | 4:45    |  |
| 8.                      | „Tonight I Have No Words For You”                     | 4:57    |  |
| 9.                      | „1990”                                                | 3:15    |  |
| 10.                     | „I'm Life's Wonderful Way Of Letting You Down”        | 4:12    |  |
| 11.                     | „Bill Skins Fifth”                                    | 3:27    |  |
| 12.                     | „Mother of Earth”                                     | 4:22    |  |
| 13.                     | „Legends and Bones” (from The Shit City Sessions)     | 3:12    |  |
| 14.                     | „Step Into My Mirror”                                 | 3:01    |  |
| 15.                     | „Hush Sleep Tonight” (1996 demo)                      | 3:41    |  |
| 16.                     | „Shine” (1996 demo)                                   | 4:05    |  |
| 17.                     | „I'm In Love With You”                                | 4:31    |  |
| 18.                     | „This Must Be The Song That Will Pay My Bills” (demo) | 5:09    |  |

## Personal
- Robert S. Burås - chitare, armonică
- Sivert Høyem - vocal
- Frode Jacobsen - chitară bas
- Jon Lauvland Pettersen - tobe, percuție

### Certificări
| Regiune | Certificări | Vânzări |
| --- | ----------- | ------- |
| Norvegia (IFPI Norway) | Platinum    | 50.000* |
| *cifrele de vânzări sunt bazate pe un singur certificat ^cifrele cargo sunt bazate pe un singur certificat xcifrele nespecificate sunt bazate pe un singur certificat |             |         |